# Jason London
Jason London (San Diego, 7 novembre 1972) è un attore statunitense.

## Biografia
Jason London nasce nel 1972, figlio di Debbie Osborn e Frank London. Ha un fratello gemello, Jeremy, anch'egli attore e una sorella minore, Dedra, morta nel 1992 all'età di 16 anni in un incidente d'auto. I suoi genitori divorziano quando era molto giovane e il ragazzo rimase con sua madre. Inizia la sua carriera di attore nel 1991.
Per la rivista People nel 1996 è uno dei 50 uomini più belli del mondo; nello stesso anno recita nel film Carrie 2 - La furia, seguito del fortunato film di De Palma, e ha una figlia, Cooper, dall'attrice Charlie Spradling, che sposa nel 1999. I due si separano nel 2006 e divorziano nel 2011. Nel 2010 si fidanza con Sofia Karstens, che sposa l'anno successivo, poco dopo il divorzio dalla Spradling; i due si sono poi separati nel febbraio 2014.
Il 26 gennaio 2013 viene arrestato con l'accusa di aggressione e cattiva condotta dopo un alterco in un bar di Scottsdale: dopo aver starnutito su un uomo sconosciuto, London si rifiuta di chiedere scusa; dopo l'alterco, London rimane ferito e deve sottoporsi a un intervento chirurgico facciale per una frattura nasale.

## Filmografia

### Cinema
- L'uomo della luna (The Man in the Moon), regia di Robert Mulligan (1991)
- La vita è un sogno (Dazed and Confused), regia di Richard Linklater (1993)
- Ritrovarsi (Safe Passage), regia di Robert Allan Ackerman (1994)
- A Wong Foo, grazie di tutto! Julie Newmar (To Wong Foo, Thanks for Everything! Julie Newmar), regia di Beeban Kidron (1995)
- Carrie 2 - La furia (The Rage: Carrie 2), regia di Katt Shea (1998)
- Out Cold, regia di The Malloys (2001)
- Dracula II: Ascension, regia di Patrick Lussier (2003)
- Grind, regia di Casey La Scala (2003)
- Dracula III - Il testamento (Dracula III: Legacy), regia di Patrick Lussier (2005)
- Prigione di vetro 2 (Glass House: The Good Mother), regia di Steve Antin (2006)
- Killer Movie, regia di Jeff Fisher (2008)
- Devil's Tomb - A caccia del diavolo (The Devil's Tomb), regia di Jason Connery (2009)
- Smitty - Un amico a quattro zampe (Smitty), regia di David Mickey Evans (2010)
- Weather Wars, regia di Todor Chapkanov (2011)
- Acceleration, regia di Michael Merino (2019)

### Televisione
- Io volerò via - Then and Now (I'll Fly Away: Then and Now), regia di Ian Sander – film TV (1993)
- I racconti della cripta (Tales from the Crypt) – serie TV, episodio 5x07 (1993)
- Oltre i limiti (The Outer Limits) – serie TV, episodio 1x16 (1995)
- The Barefoot Executive, regia di Susan Seidelman – film TV (1995)
- Tre vite allo specchio (If These Walls Could Talk), regia di Nancy Savoca e Cher – film TV (1996)
- L'amica del cuore (Friends 'Til the End), regia di Jack Bender – film TV (1997)
- Alien Cargo, regia di Mark Haber – film TV (1999)
- Giasone e gli Argonauti (Jason and the Argonauts), regia di Nick Willing – film TV (2000)
- Il mastino di Baskerville (The Hound of the Baskervilles), regia di Rodney Gibbons – film TV (2000)
- Night Visions – serie TV, episodio 1x01 (2001)
- Settimo cielo (7th Heaven) – serie TV, episodio 7x14 (2003)
- CSI - Scena del crimine (CSI: Crime Scene Investigation) – serie TV, episodio 5x09 (2004)
- Wildfire – serie TV, 10 episodi (2005)
- Criminal Minds – serie TV, episodio 2x05 (2006)
- Grey's Anatomy – serie TV, episodio 3x25 (2007)
- Saving Grace – serie TV, episodi 1x09-1x10 (2007)
- Ghost Whisperer - Presenze (Ghost Whisperer) – serie TV, episodio 4x02 (2008)
- NCIS - Unità anticrimine (NCIS) – serie TV, episodio 7x19 (2010)
- Scandal – serie TV, episodio 2x07 (2012)
- A Night of Nightmares, regia di Buddy Giovinazzo – film TV (2012)
- Major Crimes – serie TV, episodio 2x12 (2013)

## Doppiatori italiani
Nelle versioni in italiano delle opere in cui ha recitato, Jason London è stato doppiato da:
- Francesco Pezzulli in Ghost Whisperer - Presenze, Weather Wars - La terra sotto assedio
- Massimiliano Manfredi ne L'uomo della luna
- Giorgio Bonino ne La vita è un sogno
- Nanni Baldini in A Wong Foo, grazie di tutto! Julie Newmar
- Maurizio Romano in Carrie 2 - la furia
- Alessio Cigliano ne Il mastino di Baskerville
- Fabio Boccanera in Giasone e gli Argonauti
- Giorgio Borghetti in Out Cold
- Patrizio Cigliano in Dracula II: Ascension
- Massimo De Ambrosis in Criminal Minds
- Alessandro Rigotti in CSI - Scena del crimine
- Daniele Natali in NCIS - Unità anticrimine
- Roberto Certomà in Tutte le strade portano a casa
- Marco Vivio in Grey's Anatomy
- Ruggero Andreozzi in Scandal